# Siergiej Charkow
Siergiej Charkow (ros. Сергей Владимирович Харьков, ur. 17 listopada 1970 w Moskwie) – rosyjski gimnastyk. Trzykrotny złoty medalista olimpijski.
Jako nastolatek awansował do kadry Związku Radzieckiego i brał udział w IO 88. Miał wówczas siedemnaście lat i wspólnie z kolegami triumfował w drużynie, a indywidualnie nie miał sobie równych w ćwiczeniach wolnych. Trzecie złoto wywalczył osiem lat później, ponownie w drużynie, ale już w barwach Rosji. W 1993 zdobył srebro mistrzostw świata w wieloboju oraz złoto w ćwiczeniach na drążku.

## Starty olimpijskie (medale)
Seul 1988
- ćwiczenia wolne, drużyna –  złoto

Atlanta 1996
- drużyna –  złoto